# 28127 Ogden-Stenerson
28127 Ogden-Stenerson è un asteroide della fascia principale. Scoperto nel 1998, presenta un'orbita caratterizzata da un semiasse maggiore pari a 2,2466105 UA e da un'eccentricità di 0,1152935, inclinata di 2,11941° rispetto all'eclittica.